# Stefano Berni
Stefano Berni (Moglia, 27 dicembre 1955) è un politico italiano.

## Biografia
Laureato alla Facoltà di Agraria dell'Università di Bologna in Scienze della produzione animale. Ha ricoperto il ruolo di direttore dell'Associazione Produttori Latte della provincia di Mantova e addetto economico della Coldiretti di Mantova. Dal 1989 è Direttore della Federazione Provinciale Coldiretti di Padova. 
Nel 1992 diventa deputato della Democrazia Cristiana ed è membro della Commissione Agricoltura della Camera dei Deputati; allo scioglimento di tale partito aderisce al PPI. Alle successive elezioni politiche del 1994 è candidato per il Patto per l'Italia nel collegio uninominale di Vigonza, ottiene il 19,5% dei voti e non risulta eletto.
In seguito diventa direttore generale dell'Associazione Nazionale Bieticoltori; negli anni successivi è stato anche Direttore Generale di ANB, consigliere delegato di C.S.C. (società di fornitura di servizi operativi nel sistema bieticolo), direttore Generale del Consorzio di Tutela Grana Padano, presidente del Consorzio Tutela Aceto Balsamico di Modena e vicepresidente e tesoriere di AICIG, poi diventato Origin Italia.